# Sou de Laroque
Pour les articles homonymes, voir Sou (homonymie).
Le Sou de Laroque est une rivière française qui coule dans le département de l'Aude, en région Occitanie, il est un des principaux affluents de l'Orbieu, donc un sous-affluent de l'Aude. Certains le qualifient de ruisseau, mais compte tenu de son influence sur l'Orbieu et de son nombre d'affluents (9), il mérite bien son appellation incontestable de rivière.

## Origine du nom
Une polémique existe sur l'appellation de cette rivière, les uns la nomment « le Sou de Laroque », du nom de la commune où elle prend sa source, d'autres la nomment « le Sou de Vignevieille », commune où elle se jette dans l'Orbieu.
À ne pas confondre avec son homonyme le Sou, qui se jette dans l'Aude à Cépie, mais qui se situe beaucoup plus en amont et au Nord/Ouest.

## Géographie
Le Sou prend sa source au sud de la commune de Laroque-de-Fa, dans la commune de Massac, à l'altitude 800 mètres près du Roc de Matefagine (871 m) dans les Hautes-Corbières (Aude).
La rivière s'écoule d'ouest en nord/est, traverse le sud du canton de Mouthoumet, puis serpente les vallées profondes du Termenet vers Termes, et termine à Vignevieille pour se jeter dans l'Orbieu en amont du lieu-dit de Durfort.
La longueur de son cours d'eau est de 17,2 km.

### Communes et cantons traversés
Dans le seul département de l'Aude, le Sou traverse les quatre communes suivantes, dans un seul canton, dans le sens amont vers aval, de Massac (source), Laroque-de-Fa, Termes, Vignevieille (confluence).
Le Sou prend sa source et conflue dans l'ancien canton de Mouthoumet, aujourd'hui le même nouveau Canton des Corbières dans l'arrondissement de Carcassonne.

## Affluents
Le Sou a neuf affluents référencés :
| Cours d'eau                   | Long.  | Source        | Versant       | Affluent                       |
| Ruisseau des Caminels         | 3,8 km | Massac        | Laroque-de-Fa |                                |
| Ruisseau des Canals           | 2,8 km | Massac        | Laroque-de-Fa |                                |
| Ruisseau de Caulière          | 6,5 km | Mouthoumet    | Termes        | Ruisseau des Abellanies (1 km) |
| Ruisseau des Coumes           | 2,3 km | Mouthoumet    | Laroque-de-Fa |                                |
| Ruisseau Coume de Lierre      | 1,6 km | Termes        | Termes        |                                |
| Ruisseau de Font Charbonnière | 2,3 km | Massac        | Laroque-de-Fa |                                |
| Ruisseau des Pommiers         | 1,6 km | Mouthoumet    | Laroque-de-Fa |                                |
| Ruisseau de Récarbe           | 1,4 km | Laroque-de-Fa | Laroque-de-Fa |                                |
| Ruisseau de Vignegairet       | 2,4 km | Mouthoumet    | Laroque-de-Fa |                                |

## Hydrologie
Non communiqué...

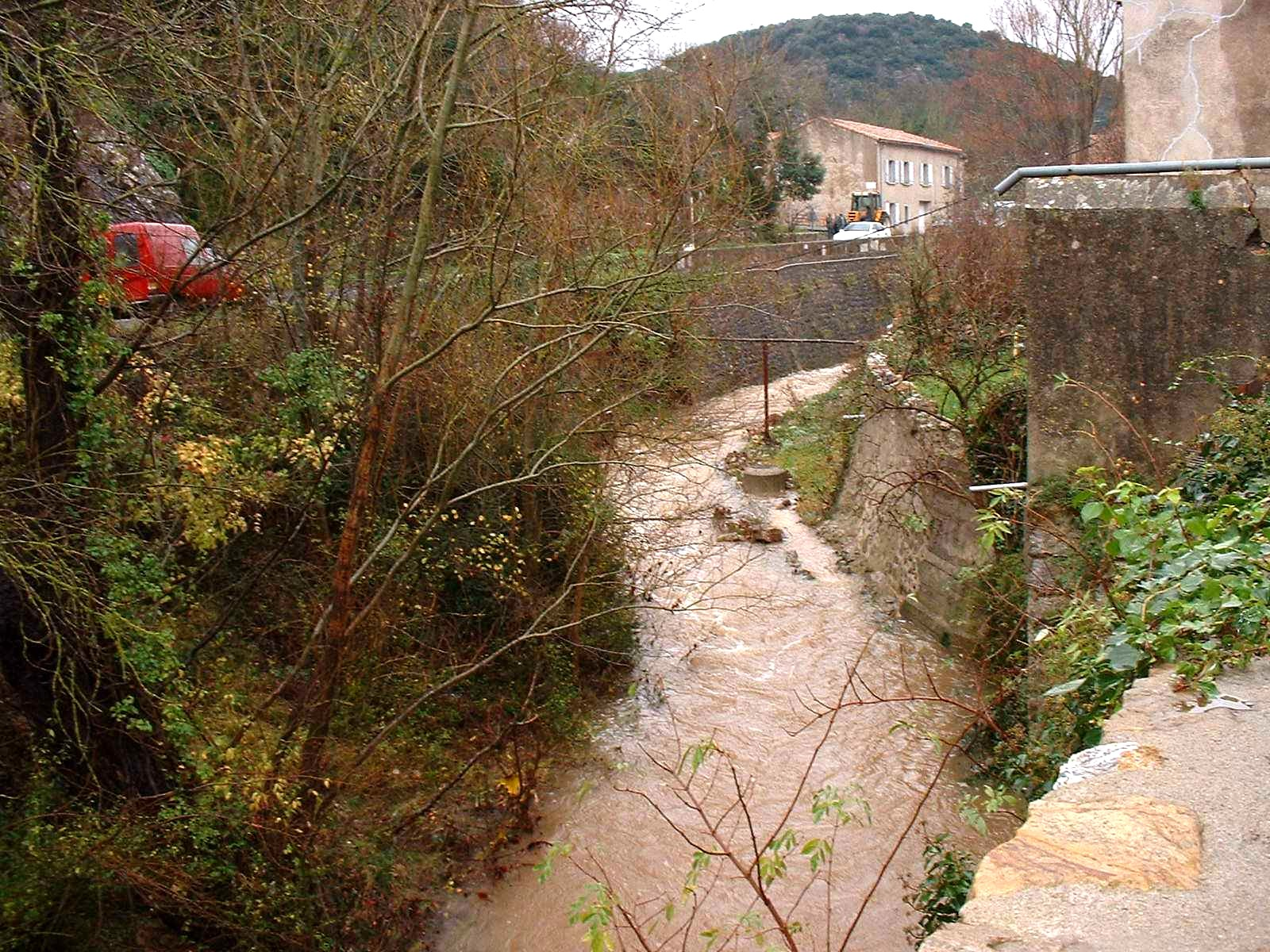
Crue de fin novembre 2003.

Bien que la rivière est d'un débit régulier et calme, l'influence des perturbations climatiques vient quelquefois grossir le débit du cours. Notamment fin 1999 2001 2011 2014 et 2018, quand la hauteur de la rivière est en principe de quelque 30 à 50 cm habituellement, s'est retrouvée avec des vagues boueuses de 1,5 à 2 mètres de haut, emportant tout sur le passage des flots…

## Historique

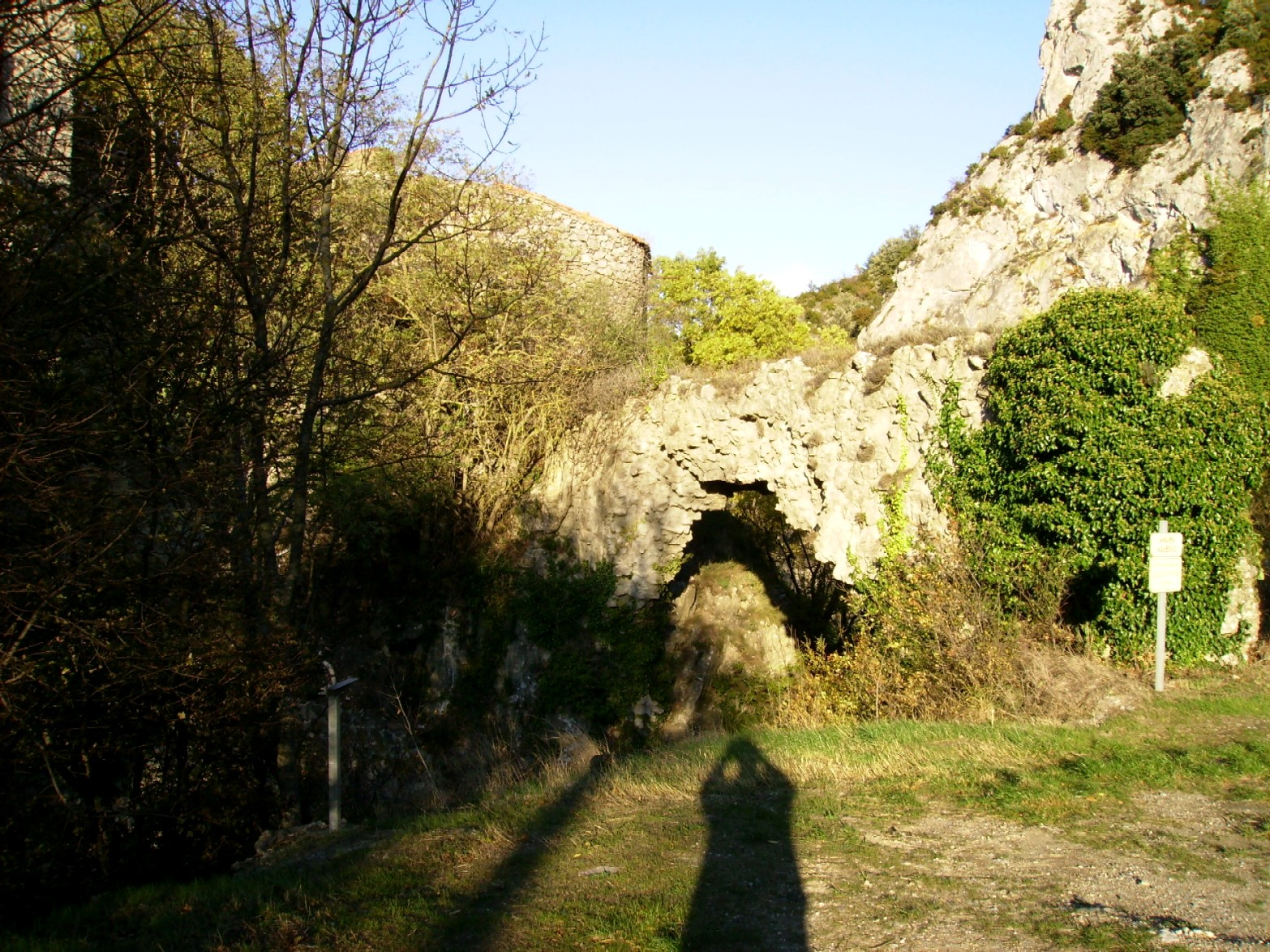
Aqueduc à Laroque-de-Fa.

Principalement dans les villages de Laroque-de-Fa et Termes, le Sou a été utilisé comme rempart naturel contre les envahisseurs de l'Antiquité comme du Moyen Âge, les villages ont été construits sur des rochers au-dessus de ses méandres, ce qui offrait une double protection pour les habitants.
C'est ainsi qu'Olivier de Termes a bénéficié du château construit sur les hauteurs de Laroque-de-Fa, dans lequel il s'est retranché quand Simon de Montfort le pourchassait pendant sa campagne contre les Albigeois, il avait été accusé d'hérésie pour la protection qu'il offrait aux Cathares.
Le comte Raymond III de Termes, père d'Olivier, s'est aussi servi de la rivière pour assurer la protection du château de Termes, situé plus en aval. Le siège du château de Termes par Simon de Montfort a duré plus de quatre mois et a fait l'objet d'âpres négociation, tellement le château était bien protégé.
À Laroque-de-Fa, un ancien aqueduc, dont il reste encore des ruines au bord de la D613, alimentait le moulin du village. Ce moulin fabriquait des pipes et des tabatières en buis et en bruyère, jusqu'à ce que la construction de la route départementale ne coupe l'ancien canal qui amenait l'eau à partir de la colline voisine.

## Légende

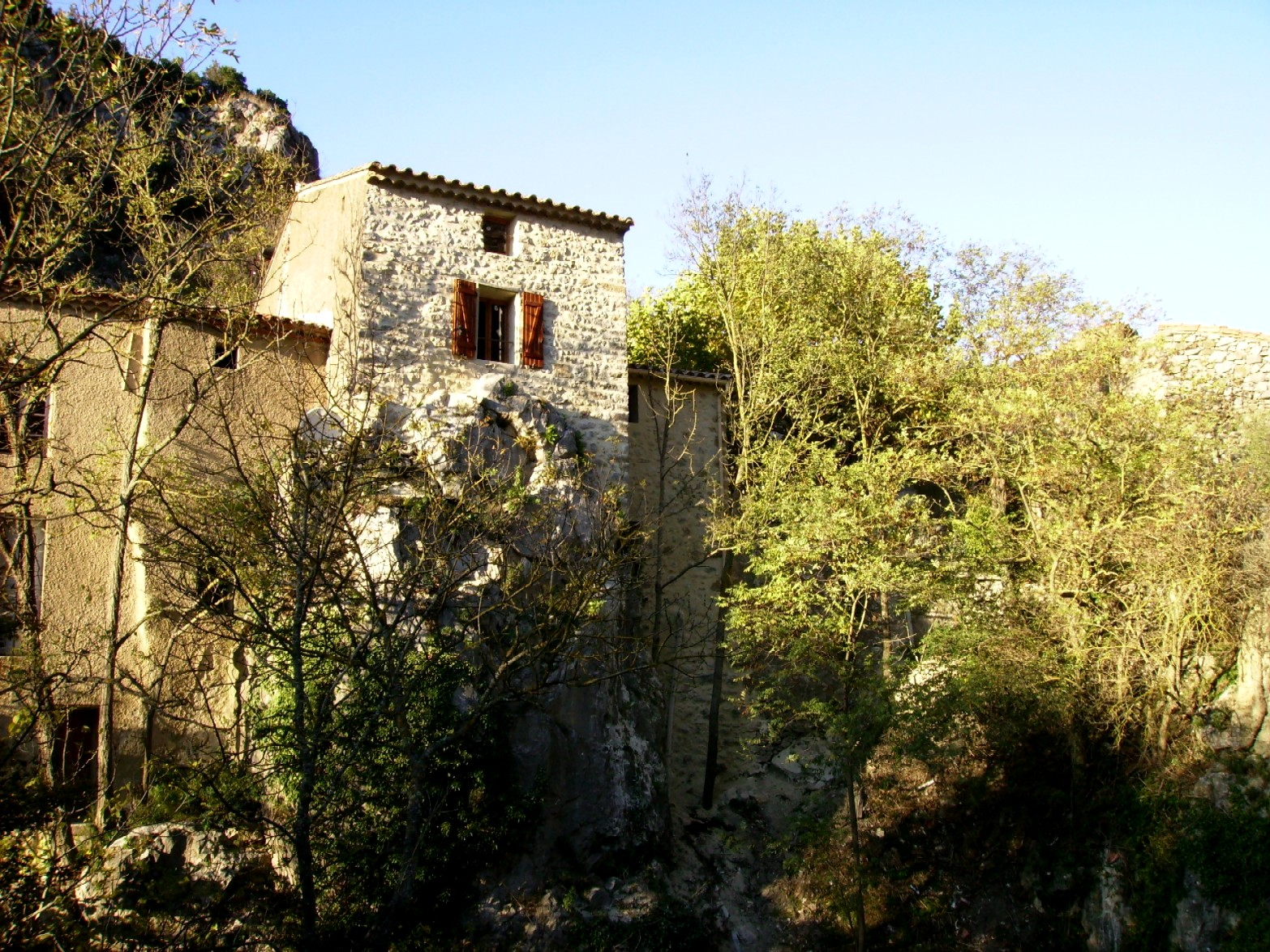
Maison construite en aplomb du Sou à Laroque-de-Fa.

Il est dit que le château de Termes serait relié par un souterrain avec celui de Durfort situé à 2 km à vol d'oiseau au Nord, sur un rocher dominant l'Orbieu...

## Vie aquatique
Le Sou est une rivière active et vivace, on y trouve un bon nombre d'espèces qui font le bonheur des pêcheurs, signe d'une grande qualité de l'eau et du respect de l'environnement par les habitants du canton :
- Anguille, Barbeau méridional, Chevaine, Truite fario, Vairon, Goujon, Vandoise, Écrevisses, Grenouille.

## Initiative citoyenne
Depuis 2008, l'association « Le scion laroquois » a initié un rendez-vous chaque dernier dimanche de juin, un rassemblement des habitants et amoureux de Laroque et du Sou, un nettoyage de la rivière, une matinée pour faire le ménage des berges, enlever les déchets, élaguer les arbres, élimination des mousses, supprimer les espèces envahissantes telle la jacinthe sauvage qui prend facilement racine dans les cours d'eau et laisse peu d'espace de vie aux poissons.
Chacun y met de sa bonne volonté pendant quelques heures, et cela se termine généralement par un apéro-repas organisé par la mairie et les participants à l'opération. Beaucoup de convivialité pour un résultat positif pour l'environnement.